# Castello di Biržai
Il castello di Biržai (in lituano Biržų pilis) è una costruzione situata nella medesima città lituana nella Lituania nord-orientale.
Rinnovata di recente, la struttura è oggi frequentata da turisti del Paese baltico più meridionale e della vicina Lettonia.

## Storia
Il progetto di costruzione fu avviato nel 1586 per ordine di Krzysztof Mikołaj Radziwiłł. Nel 1575, mentre si stava avviando la realizzazione dell'opera, si ultimò una diga sui fiumi Agluona e Apaščia alla loro confluenza, la quale generò la formazione del tuttora visibile lago artificiale Širvėna, che copre circa 40 km². I lavori di costruzione del castello furono terminati nel 1589.
Dalla seconda metà del XVII secolo, il castello divenne la residenza del ramo che si trovava presso Biržai e Dubingiai della famiglia Radziwiłł. Il castello di Biržai servì come importante struttura difensiva durante la guerra polacco-svedese.
Il castello è stato ricostruito dalle rovine negli anni '80, in stile rinascimentale e parzialmente barocco. Il maniero residenziale del castello ospita una biblioteca e un museo di storia regionale dedicata alla "Sėla" (letteralmente la Selonia), fondato nel 1928.

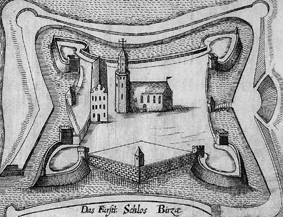
Pianta del castello
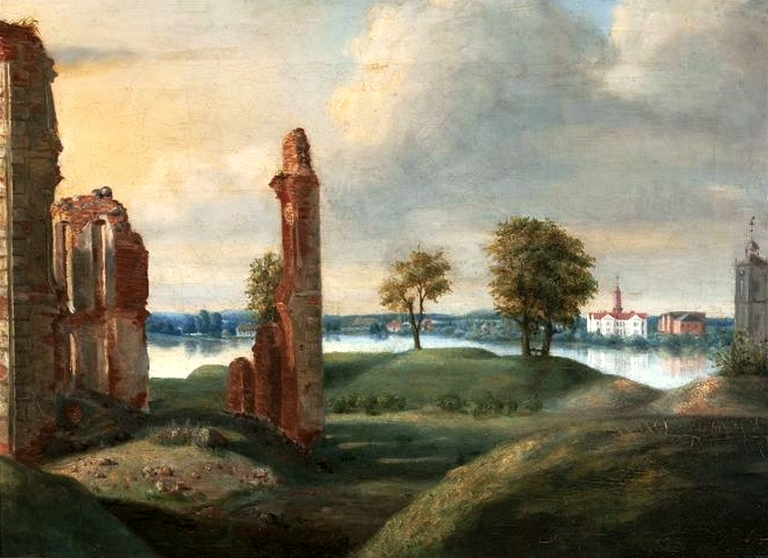
Rovine del castello di Biržai in una tela di Franciszek Smuglewicz conservata presso il Museo nazionale di Varsavia